# Mésange à gorge rousse
Melaniparus fringillinus
Espèce
Statut de conservation UICN

LC : Préoccupation mineure
La Mésange à gorge rousse (Melaniparus fringillinus) est une espèce d'oiseau de la famille des paridés. L'espèce est présente au sud du Kenya et au nord de la Tanzanie. Elle vit dans la savane sèche. 
Cette mésange était classée dans le genre Parus jusqu'à la création du genre Melaniparus à la suite d'une étude génétique publiée en 2013.  